# Clara Tausons resultater
Clara Tausons resultater er en oversigt over Clara Tausons tennisresultater på junior- og seniorniveau. Oversigten indeholder oplysninger om alle resultater Clara Tauson har opnået i regi af International Tennis Federation (ITF). Oversigten er opbygget således at kampresultater er listet fortløbende og separat for single og double. Resultaterne for denne del af oversigten hidrører fra ITF turneringer, Women's Tennis Association (WTA) turneringer samt Grand Slam turneringer. Efterfølgende er listet resultater opnået i Fed Cup.

## 2016

### Single

#### ITF Junior Circuit
I 2016 deltog Clara Tauson i alt i ti ITF Junior Circuit-turneringer. Hun nåede frem til fem finaler, hvor af hun vandt én.
| DISPUK Copenhagen Winter Cup | DISPUK Copenhagen Winter Cup | DISPUK Copenhagen Winter Cup |
| Grade 5                      | 15. – 20. februar            | Hard                         |
| Runde                        | Modstander                   | Resultat                     |
| ---------------------------- | ---------------------------- | ---------------------------- |
| 1. runde                     | Julita Saner                 | 5-7, 6-1, 6-4                |
| 2. runde                     | Anastasia Kulikova           | 3-6, 0-6                     |

| San Michel International Tournament | San Michel International Tournament | San Michel International Tournament |
| Grade 5                             | 21. – 26. marts                     | Hard                                |
| Runde                               | Modstander                          | Resultat                            |
| ----------------------------------- | ----------------------------------- | ----------------------------------- |
| 1. runde                            | Wiktoria Novak                      | 6-1, 6-1                            |
| 2. runde                            | Zoziya Kardava                      | 6-3, 6-3                            |
| 3. runde                            | Ingrid Di Carlo                     | 6-4, 6-1                            |
| Kvartfinale                         | Laura Lopez Giese                   | 6-2, 6-0                            |
| Semifinale                          | Zeynep Erman                        | 3-6, 6-3, 7-5                       |
| Finale                              | Daria Frayman                       | 3-6, 4-6                            |

| Nike Junior International Nottingham | Nike Junior International Nottingham | Nike Junior International Nottingham |
| Grade 4                              | 19. – 24. april                      | Hard (ude)                           |
| Runde                                | Modstander                           | Resultat                             |
| ------------------------------------ | ------------------------------------ | ------------------------------------ |
| 1. runde                             | Alice Thane                          | 6-1, 6-4                             |
| 2. runde                             | Ebba Rosberg                         | 6-2, 6-1                             |
| 3. runde                             | Alise Cernecka                       | 6-0, 6-2                             |
| Kvartfinale                          | Louise Wittouck                      | 6-2, 6-1                             |
| Semifinale                           | Alexandra Viktorovitch               | 6-2, 6-4                             |
| Finale                               | Eden Richardson                      | 4-6, 3-6                             |

| SEB Outdoor Open | SEB Outdoor Open          | SEB Outdoor Open |
| Grade 4          | 24. – 29. maj             | Grus (ude)       |
| Runde            | Modstander                | Resultat         |
| ---------------- | ------------------------- | ---------------- |
| 1. runde         | Therese Ekdahl            | 6-3, 6-0         |
| 2. runde         | Emilie Elde               | 6-4, 6-0         |
| Kvartfinale      | Sarina Reinertsen         | 6-1, 6-1         |
| Semifinale       | Rebekka La Cour Hillingsø | 6-4, 5-7, 6-2    |
| Finale           | Hannah Viller Møller      | 4-6, 6-3, 6-7(1) |

| FBT Int. Junior Challenge | FBT Int. Junior Challenge | FBT Int. Junior Challenge |
| Grade 4                   | 13. – 18. juni            | Grus (ude)                |
| Runde                     | Modstander                | Resultat                  |
| ------------------------- | ------------------------- | ------------------------- |
| 1. runde                  | Ellen Ashley              | 6-1, 6-1                  |
| 2. runde                  | Liisa Vehvilainen         | 6-4, 6-4                  |
| 3. runde                  | Sophia Derivan            | 6-2, 6-0                  |
| Kvartfinale               | Daria Frayman             | 6-2, 1-6, 2-6             |

| Copernicus Bowl | Copernicus Bowl   | Copernicus Bowl  |
| Grade 3         | 9. – 13. august   | Grus (ude)       |
| Runde           | Modstander        | Resultat         |
| --------------- | ----------------- | ---------------- |
| 1. kval-runde   | Martyna Habrych   | 6-2, 6-1         |
| 2. kval-runde   | Alesya Yakubovich | 6-2, 6-2         |
| 3. kval-runde   | Benedetta Ivaldi  | 6-2, 6-7(2), 2-6 |

| Budaors Cup   | Budaors Cup         | Budaors Cup      |
| Grade 2       | 23. – 27. august    | Grus (ude)       |
| Runde         | Modstander          | Resultat         |
| ------------- | ------------------- | ---------------- |
| 1. kval-runde | Tekla Szollos       | 6-0, 6-0         |
| 2. kval-runde | Natalia Boltinskaya | 7-6(8), 2-6, 2-6 |

| Yonex HRT Autumn Cup | Yonex HRT Autumn Cup | Yonex HRT Autumn Cup |
| Grade 4              | 17. – 22. oktober    | Hard                 |
| Runde                | Modstander           | Resultat             |
| -------------------- | -------------------- | -------------------- |
| 1. runde             | Alena Nikishina      | 6-2, 6-2             |
| 2. runde             | Fanni Gecsek         | 6-3, 6-0             |
| Kvartfinale          | Sarina Reinertsen    | 6-3, 6-1             |
| Semifinale           | Emilie Elde          | 7-6(6), 6-3          |
| Finale               | Daria Frayman        | 3-6, 5-7             |

| 2nd UAE Fujairah Junior Cup | 2nd UAE Fujairah Junior Cup | 2nd UAE Fujairah Junior Cup |
| Grade 5                     | 31. oktober – 5. november   | Hard (ude)                  |
| Runde                       | Modstander                  | Resultat                    |
| --------------------------- | --------------------------- | --------------------------- |
| 1. runde                    | Timea Visontai              | 6-2, 6-2                    |
| 2. runde                    | Dasha Lopatetskaya          | 6-4, 6-1                    |
| Kvartfinale                 | Carmen Roxana Manu          | 6-4, 4-6, 0-6               |

| 15th Dubai ITF Junior Championships | 15th Dubai ITF Junior Championships | 15th Dubai ITF Junior Championships |
| Grade 4                             | 7. – 12. november                   | Hard (ude)                          |
| Runde                               | Modstander                          | Resultat                            |
| ----------------------------------- | ----------------------------------- | ----------------------------------- |
| 1. runde                            | Aarja Chakraborty                   | 6-4, 6-2                            |
| 2. runde                            | Sofia Plotnikova                    | 6-2, 6-2                            |
| Kvartfinale                         | Dasha Lopatetskaya                  | 6-0, 6-4                            |
| Semifinale                          | Zoziya Kardava                      | 6-2, 7-5                            |
| Finale                              | Mariam Dalakishvili                 | 6-4, 6-2                            |

### Double
I 2016 spillede Clara Tauson otte turneringer i pigedouble på ITF Junior Circuit. Heraf kom hun i fire finaler, hvor det blev til sejr i én.
(Ved cifre markeret med [ ], er kampen afgjort ved match-tiebreak.)

#### ITF Junior Circuit
| DISPUK Copenhagen Winter Cup | DISPUK Copenhagen Winter Cup | DISPUK Copenhagen Winter Cup      | DISPUK Copenhagen Winter Cup |
| Grade 5                      | 15. – 20. februar            | 15. – 20. februar                 | Hard                         |
| Makker                       | Runde                        | Modstandere                       | Resultat                     |
| ---------------------------- | ---------------------------- | --------------------------------- | ---------------------------- |
| Maria Bydon                  | 1. runde                     | Olivia Gram Ida Emilie Krause     | 6-1, 6-2                     |
| Maria Bydon                  | 2. runde                     | Adrienn Nagy Helene Pellicano     | 4-6, 6-3 [10-5]              |
| Maria Bydon                  | Kvartfinale                  | Denise-Antonela Stoica Maya Tahan | 4-6, 3-6                     |

| San Michel International Tournament | San Michel International Tournament | San Michel International Tournament | San Michel International Tournament |
| Grade 5                             | 21. – 26. marts                     | 21. – 26. marts                     | Hard                                |
| Makker                              | Runde                               | Modstandere                         | Resultat                            |
| ----------------------------------- | ----------------------------------- | ----------------------------------- | ----------------------------------- |
| Helena Francati                     | 1. runde                            | Iulia Bianca Ilinca Zeynep Sonmez   | 6-1, 6-1                            |
| Helena Francati                     | 2. runde                            | Mayya Gorbunova Maria Krupenika     | 4-6, 4-6                            |

| Nike Junior International Nottingham | Nike Junior International Nottingham | Nike Junior International Nottingham | Nike Junior International Nottingham |
| Grade 4                              | 19. – 24. april                      | 19. – 24. april                      | Hard                                 |
| Makker                               | Runde                                | Modstandere                          | Resultat                             |
| ------------------------------------ | ------------------------------------ | ------------------------------------ | ------------------------------------ |
| Kristyna Lavickova                   | 1/16-finale                          | Victoria Allen Lauren Armstrong      | 6-2, 6-4                             |
| Kristyna Lavickova                   | Kvartfinale                          | Hannah McColgan Nell Miller          | 6-4, 6-0                             |
| Kristyna Lavickova                   | Semifinale                           | Millie Devey Smith Alice Thane       | 6-1, 3-6 [11-9]                      |
| Kristyna Lavickova                   | Finale                               | Maria Budin Erin Richardson          | 2-6, 5-7                             |

| SEB Outdoor Open | SEB Outdoor Open | SEB Outdoor Open                   | SEB Outdoor Open |
| Grade 4          | 24. – 29. maj    | 24. – 29. maj                      | Grus             |
| Makker           | Runde            | Modstandere                        | Resultat         |
| ---------------- | ---------------- | ---------------------------------- | ---------------- |
| Olga Helmi       | Kvartfinale      | Sydney Berlin Therese Ekdahl       | 6-4, 2-6 [11-9]  |
| Olga Helmi       | Semifinale       | Ida Ferding Alexandra Viktorovitch | 4-6, 3-6         |

| FBT Int. Junior Challenge | FBT Int. Junior Challenge | FBT Int. Junior Challenge       | FBT Int. Junior Challenge |
| Grade 4                   | 13. – 18. juni            | 13. – 18. juni                  | Grus                      |
| Makker                    | Runde                     | Modstandere                     | Resultat                  |
| ------------------------- | ------------------------- | ------------------------------- | ------------------------- |
| Hannah Viller Møller      | 1/16-finale               | Maria Budin Maria Tanasescu     | 6-4, 1-6 [10-7]           |
| Hannah Viller Møller      | Kvartfinale               | Emilie Hansen Ida Emilie Krause | tabt uden kamp            |

| Yonex HRT Autumn Cup | Yonex HRT Autumn Cup | Yonex HRT Autumn Cup                    | Yonex HRT Autumn Cup |
| Grade 4              | 17. – 22. oktober    | 17. – 22. oktober                       | Hard                 |
| Makker               | Runde                | Modstandere                             | Resultat             |
| -------------------- | -------------------- | --------------------------------------- | -------------------- |
| Helena Francati      | 1/16-finale          | Sarina Reinertsen Elinor Storkaas       | 6-1, 6-1             |
| Helena Francati      | Kvartfinale          | Ida Ferding Emilie Hansen               | 6-1, 6-2             |
| Helena Francati      | Semifinale           | Luisa Meyer Auf Der Heide Lillian Mould | 6-1, 4-6 [10-7]      |
| Helena Francati      | Finale               | Daria Frayman Anastasia Tikhonova       | 3-6, 6-1 [8-10]      |

| 2nd UAE Fujairah Junior Cup | 2nd UAE Fujairah Junior Cup | 2nd UAE Fujairah Junior Cup         | 2nd UAE Fujairah Junior Cup |
| Grade 5                     | 31. oktober – 5. november   | 31. oktober – 5. november           | Hard (ude)                  |
| Makker                      | Runde                       | Modstandere                         | Resultat                    |
| --------------------------- | --------------------------- | ----------------------------------- | --------------------------- |
| Olivia Elliott              | 1/16-finale                 | Bea Francesca Acena Rhea Singh      | 6-0, 6-1                    |
| Olivia Elliott              | Kvartfinale                 | Mubaraka Al-Naimi Beyda Baykal      | 6-1, 7-5                    |
| Olivia Elliott              | Semifinale                  | Dasha Lopatetskaya Ekaterina Vinnik | 6-4, 6-2                    |
| Olivia Elliott              | Finale                      | Melis Yasar Ebru Zeynep Yazgan      | 6-1, 2-6 [8-10]             |

| 15th Dubai ITF Junior Championships | 15th Dubai ITF Junior Championships | 15th Dubai ITF Junior Championships     | 15th Dubai ITF Junior Championships |
| Grade 4                             | 7. – 12. november                   | 7. – 12. november                       | Hard (ude)                          |
| Makker                              | Runde                               | Modstandere                             | Resultat                            |
| ----------------------------------- | ----------------------------------- | --------------------------------------- | ----------------------------------- |
| Olivia Elliott                      | 1/16-finale                         | Aarja Chakraborty Nethmi Himashi Waduge | 6-1, 6-4                            |
| Olivia Elliott                      | Kvartfinale                         | Dasha Lopatetskaya Ekaterina Vinnik     | vandt uden kamp                     |
| Olivia Elliott                      | Semifinale                          | Nil Kalayci Zeynep Sonmez               | 6-1, 6-4                            |
| Olivia Elliott                      | Finale                              | Timea Visontai Reka Zadori              | 6-1, 6-1                            |

## 2017

### Single

#### ITF Junior Circuit
Hun spillede 12 turneringer på ITF Junior Circuit i 2017. Hun nåede frem til to finaler, hvor hun vandt Copenhagen Winter Cup i februar, og tabte i Tyskland i juli.
| The 24th Slovak Junior Indoor U18 | The 24th Slovak Junior Indoor U18 | The 24th Slovak Junior Indoor U18 |
| Grade 2                           | 9. – 15. januar                   | Hard (inde)                       |
| Runde                             | Modstander                        | Resultat                          |
| --------------------------------- | --------------------------------- | --------------------------------- |
| 1. runde                          | Vlada Koval                       | 1-6, 2-6                          |

| RPM Junior Open | RPM Junior Open     | RPM Junior Open  |
| Grade 1         | 16. – 22. januar    | Kunststof (inde) |
| Runde           | Modstander          | Resultat         |
| --------------- | ------------------- | ---------------- |
| 1. runde        | Anastasia Astakhova | 1-6, 2-6         |

| Copenhagen Winter Cup | Copenhagen Winter Cup | Copenhagen Winter Cup |
| Grade 4               | 13. – 18. februar     | Hard (inde)           |
| Runde                 | Modstander            | Resultat              |
| --------------------- | --------------------- | --------------------- |
| 1. runde              | Emma Raducanu         | 2-6, 6-3, 6-1         |
| 2. runde              | Chloe Cirotte         | 6-0, 6-1              |
| Kvartfinale           | Ekaterina Vinnik      | 6-1, 6-1              |
| Semifinale            | Sydney Berlin         | 6-2, 6-2              |
| Finale                | Melis Yasar           | 6-2, 6-1              |

| 42nd City of Florence | 42nd City of Florence | 42nd City of Florence |
| Grade 2               | 11. – 17. april       | Grus (ude)            |
| Runde                 | Modstander            | Resultat              |
| --------------------- | --------------------- | --------------------- |
| 1. runde              | Francesca Jones       | 6-3, 6-1              |
| 2. runde              | Iva Zelic             | 6-4, 6-1              |
| Kvartfinale           | Nika Radisic          | 6-0, 6-1              |
| Semifinale            | Federica Bilardo      | 1-6, 2-6              |

| The 39th Slovakia Cup 2017 | The 39th Slovakia Cup 2017 | The 39th Slovakia Cup 2017 |
| Grade 2                    | 25. – 30. april            | Grus (ude)                 |
| Runde                      | Modstander                 | Resultat                   |
| -------------------------- | -------------------------- | -------------------------- |
| 1. runde                   | Ziva Falkner               | 6-3, 6-0                   |
| 2. runde                   | Lenka Stara                | 2-6, 3-6                   |

| Miedzynarodowy Turniej Juniorów o Puchar Slaska | Miedzynarodowy Turniej Juniorów o Puchar Slaska | Miedzynarodowy Turniej Juniorów o Puchar Slaska |
| Grade 2                                         | 7. – 11. juni                                   | Grus (ude)                                      |
| Runde                                           | Modstander                                      | Resultat                                        |
| ----------------------------------------------- | ----------------------------------------------- | ----------------------------------------------- |
| 1. runde                                        | Csenge Furak                                    | 6-4, 6-3                                        |
| 2. runde                                        | Baijing Lin                                     | 6-4, 7-5                                        |
| Kvartfinale                                     | Nika Radisic                                    | 6-7(1), 3-6                                     |

| Van der Valk Hotel Gladbeck Junior Cup | Van der Valk Hotel Gladbeck Junior Cup | Van der Valk Hotel Gladbeck Junior Cup |
| Grade 2                                | 26. juni – 1. juli                     | Grus                                   |
| Runde                                  | Modstander                             | Resultat                               |
| -------------------------------------- | -------------------------------------- | -------------------------------------- |
| 1. runde                               | Mariam Dalakishvili                    | 6-2, 7-5                               |
| 2. runde                               | Alexa Noel                             | 6-0, 7-5                               |
| Kvartfinale                            | Eva Marie Voracek                      | 6-4, 6-3                               |
| Semifinale                             | Margaryta Bilokin                      | 6-4, 4-6, 7-5                          |
| Finale                                 | Viktoriia Dema                         | 3-6, 2-6                               |

| TC Bakkum Dutch Junior Open | TC Bakkum Dutch Junior Open | TC Bakkum Dutch Junior Open |
| Grade 2                     | 4. – 9. juli                | Grus                        |
| Runde                       | Modstander                  | Resultat                    |
| --------------------------- | --------------------------- | --------------------------- |
| 1. runde                    | Darja Semenistaja           | 6-2, 6-2                    |
| 2. runde                    | Dianne Parry                | 6-2, 6-2                    |
| Kvartfinale                 | Daria Frayman               | 6-2, 0-6, 6-3               |
| Semifinale                  | Margaryta Bilokin           | 0-6, 4-6                    |

| 1. City of Wels Junior Grand Prix | 1. City of Wels Junior Grand Prix | 1. City of Wels Junior Grand Prix |
| Grade 1                           | 18. – 23. juli                    | Grus                              |
| Runde                             | Modstander                        | Resultat                          |
| --------------------------------- | --------------------------------- | --------------------------------- |
| 1. runde                          | Mira Stegmann                     | 7-6(6), 6-2                       |
| 2. runde                          | Salma Ewing                       | 6-1, 6-1                          |
| Kvartfinale                       | Andreea Prisacariu                | 6-3, 6-2                          |
| Semifinale                        | Elisabetta Cocciaretto            | 1-6, 5-7                          |

| US Open Junior Tennis Championships | US Open Junior Tennis Championships | US Open Junior Tennis Championships |
| Grade A                             | 1. – 10. september                  | Hard (ude)                          |
| Runde                               | Modstander                          | Resultat                            |
| ----------------------------------- | ----------------------------------- | ----------------------------------- |
| 1. kval-runde                       | Lisa Piccinetti                     | 4-6, 4-6                            |

| Eddie Herr ITF | Eddie Herr ITF             | Eddie Herr ITF   |
| Grade 1        | 27. november – 3. december | Grus (ude)       |
| Runde          | Modstander                 | Resultat         |
| -------------- | -------------------------- | ---------------- |
| 1. runde       | Ali Collins                | 6-4, 6-7(7), 6-1 |
| 2. runde       | Margaryta Bilokin          | 7-5, 4-6, 6-1    |
| 3. runde       | Naho Sato                  | 6-1, 7-5         |
| Kvartfinale    | Whitney Osuigwe            | 5-7, 4-6         |

| Orange Bowl International Tennis Championship | Orange Bowl International Tennis Championship | Orange Bowl International Tennis Championship |
| Grade A                                       | 4. – 10. december                             | Grus (ude)                                    |
| Runde                                         | Modstander                                    | Resultat                                      |
| --------------------------------------------- | --------------------------------------------- | --------------------------------------------- |
| 1. runde                                      | Katie Volynets                                | 6-1, 6-0                                      |
| 2. runde                                      | Margaryta Bilokin                             | 4-6, 3-6                                      |

#### ITF Women's Circuit
Clara Tauson fik debut på ITF Women's Circuit i september. Hun spillede i 2017 at spille tre turneringer, hvor hun nåede én semifinale, tabte én finale og vandt én. Det var første år hun tjente point til WTA’s verdensrangliste.
| Tennis Organisation Cup | Tennis Organisation Cup | Tennis Organisation Cup |
| $15.000                 | 18. – 24. september     | Grus (ude)              |
| Runde                   | Modstander              | Resultat                |
| ----------------------- | ----------------------- | ----------------------- |
| 1. runde                | Rebeca Pereira          | 6-0, 7-5                |
| 2. runde                | Vitalia Stamat          | 6-3, 6-0                |
| Kvartfinale             | Suzan Lamens            | 7-5, 6-1                |
| Semifinale              | Amina Anshba            | 3-6, 0-6                |

| Djursholm Ladies | Djursholm Ladies      | Djursholm Ladies |
| $15.000          | 23. – 29. oktober     | Hard (inde)      |
| Runde            | Modstander            | Resultat         |
| ---------------- | --------------------- | ---------------- |
| 1. runde         | Anastasia Kulikova    | 6-4, 7-6(8)      |
| 2. runde         | Ainhoa Atucha Gomez   | 6-4, 6-1         |
| Kvartfinale      | Valeriya Yushchenko   | 6-2, 6-3         |
| Semifinale       | Fanny Östlund         | 6-4, 6-1         |
| Finale           | Jacqueline Cabaj Awad | 4-6, 0-6         |

| Stockholm Ladies | Stockholm Ladies          | Stockholm Ladies |
| $15.000          | 30. oktober – 5. november | Hard (inde)      |
| Runde            | Modstander                | Resultat         |
| ---------------- | ------------------------- | ---------------- |
| 1. runde         | Klara Milicevic           | 6-2, 6-2         |
| 2. runde         | Malene Helgo              | 6-4, 4-6, 6-3    |
| Kvartfinale      | Weronika Jasmina Forys    | 6-2, 6-3         |
| Semifinale       | Anette Munozova           | 6-2, 7-6(5)      |
| Finale           | Jekaterina Jasjina        | 6-3, 6-2         |

### Double

#### ITF Junior Circuit
I 2017 deltog Tauson i otte doubleturneringer. Det blev til en turneringssejr, efter deltagelse i to finaler.
(Ved cifre markeret med [ ], er kampen afgjort ved match-tiebreak.)
| The 24th Slovak Junior Indoor U18 | The 24th Slovak Junior Indoor U18 | The 24th Slovak Junior Indoor U18 | The 24th Slovak Junior Indoor U18 |
| Grade 2                           | 9. – 15. januar                   | 9. – 15. januar                   | Hard (inde)                       |
| Makker                            | Runde                             | Modstandere                       | Resultat                          |
| --------------------------------- | --------------------------------- | --------------------------------- | --------------------------------- |
| Kristyna Lavickova                | 1. runde                          | Veronika Erjavec Anna Laguza      | 3-6, 7-6(5) [8-10]                |

| RPM Junior Open  | RPM Junior Open  | RPM Junior Open               | RPM Junior Open |
| Grade 1          | 16. – 22. januar | 16. – 22. januar              | Hard (inde)     |
| Makker           | Runde            | Modstandere                   | Resultat        |
| ---------------- | ---------------- | ----------------------------- | --------------- |
| Benedetta Ivaldi | 1. runde         | Denisa Hunkova Klara Novakova | 6-2, 6-4        |
| Benedetta Ivaldi | 1/16-finale      | Vlada Koval Barbora Matusova  | 2-6, 7-5 [7-10] |

| Copenhagen Winter Cup | Copenhagen Winter Cup | Copenhagen Winter Cup                | Copenhagen Winter Cup |
| Grade 4               | 13. – 18. februar     | 13. – 18. februar                    | Hard (inde)           |
| Makker                | Runde                 | Modstandere                          | Resultat              |
| --------------------- | --------------------- | ------------------------------------ | --------------------- |
| Helena Francati       | 1/16-finale           | Linda Cagnazzo Cristina Elena Tiglea | 6-0, 2-6 [10-4]       |
| Helena Francati       | Kvartfinale           | Ella Haavisto Ekaterina Vinnik       | 6-2, 6-1              |
| Helena Francati       | Semifinale            | Marta Custic Maria Novikova          | 6-2, 6-4              |
| Helena Francati       | Finale                | Anna Loughlan Melis Yasar            | 7-5, 6-4              |

| Miedzynarodowy Turniej Juniorów o Puchar Slaska | Miedzynarodowy Turniej Juniorów o Puchar Slaska | Miedzynarodowy Turniej Juniorów o Puchar Slaska | Miedzynarodowy Turniej Juniorów o Puchar Slaska |
| Grade 2                                         | 7. – 11. juni                                   | 7. – 11. juni                                   | Grus (ude)                                      |
| Makker                                          | Runde                                           | Modstandere                                     | Resultat                                        |
| ----------------------------------------------- | ----------------------------------------------- | ----------------------------------------------- | ----------------------------------------------- |
| Nina Stankovska                                 | 1. runde                                        | Martyna Kubka Karolina Wisniewska               | 6-2, 6-1                                        |
| Nina Stankovska                                 | 1/16-finale                                     | Monica Cappelletti Viktoriya Petrenko           | 2-6, 1-6                                        |

| Van der Valk Hotel Gladbeck Junior Cup | Van der Valk Hotel Gladbeck Junior Cup | Van der Valk Hotel Gladbeck Junior Cup | Van der Valk Hotel Gladbeck Junior Cup |
| Grade 2                                | 26. juni – 1. juli                     | 26. juni – 1. juli                     | Grus (ude)                             |
| Makker                                 | Runde                                  | Modstandere                            | Resultat                               |
| -------------------------------------- | -------------------------------------- | -------------------------------------- | -------------------------------------- |
| Daria Frayman                          | 1. runde                               | Alana Smith Peyton Stearns             | 3-6, 5-7                               |

| TC Bakkum Dutch Junior Open | TC Bakkum Dutch Junior Open | TC Bakkum Dutch Junior Open | TC Bakkum Dutch Junior Open |
| Grade 2                     | 4. – 9. juli                | 4. – 9. juli                | Grus (ude)                  |
| Makker                      | Runde                       | Modstandere                 | Resultat                    |
| --------------------------- | --------------------------- | --------------------------- | --------------------------- |
| Danai Petroula              | 1/16-finale                 | Emeline Dartron Noya Ohana  | 5-7, 6-3 [10-6]             |
| Danai Petroula              | Kvartfinale                 | Georgia Drummy Maria Tyrina | 4-6, 6-0 [8-10]             |

| 1. City of Wels Junior Grand Prix | 1. City of Wels Junior Grand Prix | 1. City of Wels Junior Grand Prix       | 1. City of Wels Junior Grand Prix |
| Grade 1                           | 18. – 23. juli                    | 18. – 23. juli                          | Grus (ude)                        |
| Makker                            | Runde                             | Modstandere                             | Resultat                          |
| --------------------------------- | --------------------------------- | --------------------------------------- | --------------------------------- |
| Kristyna Lavickova                | 1. runde                          | Alia Lex Mira Stegmann                  | 6-0, 6-3                          |
| Kristyna Lavickova                | 1/16-finale                       | Denisa Hindova Giulia Morlet            | 6-1, 6-4                          |
| Kristyna Lavickova                | Kvartfinale                       | Viktoriia Dema Oona Orpana              | 7-5, 7-5                          |
| Kristyna Lavickova                | Semifinale                        | Anna Laguza Ekaterina Vishnevskaya      | 6-4, 6-1                          |
| Kristyna Lavickova                | Finale                            | Selma Stefania Cadar Andreea Prisacariu | 3-6, 6-7(9)                       |

| Orange Bowl International Tennis Championship | Orange Bowl International Tennis Championship | Orange Bowl International Tennis Championship | Orange Bowl International Tennis Championship |
| Grade A                                       | 4. – 10. december                             | 4. – 10. december                             | Grus (ude)                                    |
| Makker                                        | Runde                                         | Modstandere                                   | Resultat                                      |
| --------------------------------------------- | --------------------------------------------- | --------------------------------------------- | --------------------------------------------- |
| Viktoriia Dema                                | 1. runde                                      | Sabina Dadaciu Katya Townsend                 | 7-6(10), 1-6 [8-10]                           |

#### Fed Cup
| Fed Cup Europa/Afrika Zone Gruppe 2       | Fed Cup Europa/Afrika Zone Gruppe 2       | Fed Cup Europa/Afrika Zone Gruppe 2       | Fed Cup Europa/Afrika Zone Gruppe 2       |
| Siauliai Tennis School, Šiauliai, Litauen | Siauliai Tennis School, Šiauliai, Litauen | Siauliai Tennis School, Šiauliai, Litauen | Siauliai Tennis School, Šiauliai, Litauen |
| 19. - 21. april                           | 19. - 21. april                           | 19. - 21. april                           | 19. - 21. april                           |
| Makker                                    | Resultat                                  | Modstandere                               | Set                                       |
| ----------------------------------------- | ----------------------------------------- | ----------------------------------------- | ----------------------------------------- |
| Mai Grage                                 | Tabt                                      | Ola Abou Zekry Rana Sherif Ahmed          | 6-7(5), 4-6                               |

## 2018

### Single

#### ITF Junior Circuit
På ITF Junior Circuit i 2018, spillede Tauson den første turnering i februar. Sidste turnering var ITF Junior Masters i slutningen af oktober, hvor hun endte på tredjepladsen. Hun spillede 13 turneringer, var i seks finaler, og vandt fem. På juniorverdensranglisten sluttede hun året af på fjerdepladsen.
| Banana Bowl | Banana Bowl       | Banana Bowl |
| Grade 1     | 19. – 24. februar | Grus (ude)  |
| Runde       | Modstander        | Resultat    |
| ----------- | ----------------- | ----------- |
| 1. runde    | Varvara Gracheva  | 3-6, 1-6    |

| Campeonato Internacional Juvenil de Tenis de Porto Alegre | Campeonato Internacional Juvenil de Tenis de Porto Alegre | Campeonato Internacional Juvenil de Tenis de Porto Alegre |
| Grade A                                                   | 26. februar – 4. marts                                    | Grus (ude)                                                |
| Runde                                                     | Modstander                                                | Resultat                                                  |
| --------------------------------------------------------- | --------------------------------------------------------- | --------------------------------------------------------- |
| 1. runde                                                  | Ana Paula Melilo                                          | 6-1, 6-0                                                  |
| 2. runde                                                  | Sanyukta Gawande                                          | 6-2, 6-2                                                  |
| 3. runde                                                  | Sabina Dadaciu                                            | 1-6, 6-3, 6-1                                             |
| Kvartfinale                                               | Lea Ma                                                    | 6-3, 6-0                                                  |
| Semifinale                                                | Manon Leonard                                             | 3-6, 7-5, 6-3                                             |
| Finale                                                    | Leylah Annie Fernandez                                    | 3-6, 6-7(6)                                               |

| 34. Perin Memorial | 34. Perin Memorial    | 34. Perin Memorial |
| Grade 1            | 20. – 25. marts       | Grus (ude)         |
| Runde              | Modstander            | Resultat           |
| ------------------ | --------------------- | ------------------ |
| 1. runde           | Eva Lys               | 4-6, 6-2, 6-2      |
| 2. runde           | Cristina Elena Tiglea | 6-2, 6-0           |
| 3. runde           | Dasha Lopatetskaya    | 6-2, 6-2           |
| Kvartfinale        | Selma Stefania Cadar  | 6-1, 6-2           |
| Semifinale         | Olympe Lancelot       | 6-3, 5-7, 6-1      |
| Finale             | Viktoriia Dema        | 6-1, 6-2           |

| 43rd City of Florence | 43rd City of Florence | 43rd City of Florence |
| Grade 2               | 28. marts – 2. april  | Grus (ude)            |
| Runde                 | Modstander            | Resultat              |
| --------------------- | --------------------- | --------------------- |
| 1. runde              | Lisa Pigato           | 6-4, 6-1              |
| 2. runde              | Aurora Zantedeschi    | 6-3, 6-2              |
| Kvartfinale           | Marketa Panackova     | 6-3, 6-2              |
| Semifinale            | Ziva Falkner          | 6-4, 2-6, 6-2         |
| Finale                | Eléonora Molinaro     | 0-6, 6-4, 6-1         |

| 59th Trofeo Bonfiglio | 59th Trofeo Bonfiglio | 59th Trofeo Bonfiglio |
| Grade A               | 21. maj – 27. maj     | Grus (ude)            |
| Runde                 | Modstander            | Resultat              |
| --------------------- | --------------------- | --------------------- |
| 1. runde              | Sada Nahimana         | 6-2, 6-2              |
| 2. runde              | Ana Makatsaria        | 6-1, 6-3              |
| 3. runde              | Joanna Garland        | 6-4, 6-4              |
| Kvartfinale           | Wang Xinyu            | 6-4, 7-6(9)           |
| Semifinale            | Yuki Naito            | 2-6, 7-6(4), 6-3      |

| French Open | French Open            | French Open |
| Grade A     | 3. juni – 9. juni      | Grus (ude)  |
| Runde       | Modstander             | Resultat    |
| ----------- | ---------------------- | ----------- |
| 1. runde    | Viktoryia Kanapatskaya | 7-5, 6-2    |
| 2. runde    | Emma Raducanu          | 6-2, 6-1    |
| 3. runde    | Yuki Naito             | 4-6, 4-6    |

| Junior International Roehampton | Junior International Roehampton | Junior International Roehampton |
| Grade 1                         | 1. juli – 6. juli               | Græs (ude)                      |
| Runde                           | Modstander                      | Resultat                        |
| ------------------------------- | ------------------------------- | ------------------------------- |
| 1. runde                        | Gergana Topalova                | 6-2, 4-6, 6-7(5)                |

| Wimbledon | Wimbledon             | Wimbledon      |
| Grade A   | 7. juli – 15. juli    | Græs (ude)     |
| Runde     | Modstander            | Resultat       |
| --------- | --------------------- | -------------- |
| 1. runde  | Mananchaya Sawangkaew | 6-2, 6-0       |
| 2. runde  | Lea Ma                | 6-7(2), 6-7(4) |

| European Junior Championships | European Junior Championships | European Junior Championships |
| Grade B1                      | 23. juli – 29. juli           | Grus (ude)                    |
| Runde                         | Modstander                    | Resultat                      |
| ----------------------------- | ----------------------------- | ----------------------------- |
| 1. runde                      | –                             | BYE                           |
| 2. runde                      | Melis Yasar                   | 6-1, 6-2                      |
| 3. runde                      | Vitalia Stamat                | 6-3, 6-3                      |
| 4. runde                      | Andreea Prisacariu            | 6-3, 6-1                      |
| Kvartfinale                   | Fiona Ganz                    | 7-5, 3-6, 6-4                 |
| Semifinale                    | Joanne Zuger                  | 6-4, 6-0                      |
| Finale                        | Maja Chwalińska               | 6-3, 6-3                      |

| Les Internationaux de Tennis Junior | Les Internationaux de Tennis Junior | Les Internationaux de Tennis Junior |
| Grade 1                             | 26. august – 1. september           | Hard (ude)                          |
| Runde                               | Modstander                          | Resultat                            |
| ----------------------------------- | ----------------------------------- | ----------------------------------- |
| 1. runde                            | –                                   | BYE                                 |
| 2. runde                            | Himari Sato                         | 6-2, 6-3                            |
| 3. runde                            | Sada Nahimana                       | 6-2, 6-1                            |
| Kvartfinale                         | Daria Frayman                       | 6-2, 6-4                            |
| Semifinale                          | Clara Burel                         | 6-1, 6-0                            |
| Finale                              | Viktoriia Dema                      | 2-6, 7-6(1), 7-5                    |

| US Open Junior Tennis Championships | US Open Junior Tennis Championships | US Open Junior Tennis Championships |
| Grade A                             | 2. september – 9. september         | Hard (ude)                          |
| Runde                               | Modstander                          | Resultat                            |
| ----------------------------------- | ----------------------------------- | ----------------------------------- |
| 1. runde                            | Viktoryia Kanapatskaya              | 6-0, 6-4                            |
| 2. runde                            | Dasha Lopatetskaya                  | 6-1, 2-6, 5-7                       |

| Osaka Mayor's Cup | Osaka Mayor's Cup         | Osaka Mayor's Cup |
| Grade A           | 15. oktober – 21. oktober | Hard (ude)        |
| Runde             | Modstander                | Resultat          |
| ----------------- | ------------------------- | ----------------- |
| 1. runde          | Riho Yuasa                | 6-0, 6-3          |
| 2. runde          | Elsa Jacquemot            | 6-0, 6-1          |
| 3. runde          | Mana Kawamura             | 6-1, 6-2          |
| Kvartfinale       | Robin Montgomery          | 6-0, 6-0          |
| Semifinale        | Sohyun Park               | 6-0, 6-0          |
| Finale            | Qinwen Zheng              | 6-1, 6-0          |

| ITF Junior Masters | ITF Junior Masters          | ITF Junior Masters |
| Grade A            | 24. oktober – 28. oktober   | Hard (ude)         |
| Runde              | Modstander                  | Resultat           |
| ------------------ | --------------------------- | ------------------ |
| Round robin        | En Shuo Liang               | 7-6(7), 6-1        |
| Round robin        | Wang Xinyu                  | 0-6, 7-6(5), 6-4   |
| Round robin        | Leylah Annie Fernandez      | 6-2, 6-4           |
| Semifinale         | Maria Camila Osorio Serrano | 7-6(6), 2-6, 4-6   |
| Bronzekamp         | En Shuo Liang               | 6-2, 6-3           |

#### ITF Women's Circuit
Clara Tauson spillede sin første turnering i 2018, da hun i starten af februar deltog i ITF Women's Circuit-turneringen Hammamet Open i Tunesien.
| Hammamet Open | Hammamet Open    | Hammamet Open |
| $15.000       | 6. – 11. februar | Grus (ude)    |
| Runde         | Modstander       | Resultat      |
| ------------- | ---------------- | ------------- |
| 1. runde      | Jessica Ho       | 7-6(5), 6-3   |
| 2. runde      | Jelena Simić     | 1-6, 2-6      |

| Gothenburg, SWE $15,000 | Gothenburg, SWE $15,000 | Gothenburg, SWE $15,000 |
| $15.000                 | 14. – 20. maj           | Grus (ude)              |
| Runde                   | Modstander              | Resultat                |
| ----------------------- | ----------------------- | ----------------------- |
| 1. runde                | Lisa-Marie Maetschke    | 6-1, 6-1                |
| 2. runde                | Alexandra Viktorovitch  | 6-1, 6-4                |
| Kvartfinale             | Irina Ramialison        | 1-6, 6-2, 3-6           |

#### Fed Cup
| Fed Cup Europa/Afrika Zone Gruppe 2 | Fed Cup Europa/Afrika Zone Gruppe 2 | Fed Cup Europa/Afrika Zone Gruppe 2 | Fed Cup Europa/Afrika Zone Gruppe 2 |
| Tatoi Club, Athen, Grækenland       | Tatoi Club, Athen, Grækenland       | Tatoi Club, Athen, Grækenland       | Tatoi Club, Athen, Grækenland       |
| 18. - 21. april                     | 18. - 21. april                     | 18. - 21. april                     | 18. - 21. april                     |
| Makker                              | Resultat                            | Modstandere                         | Set                                 |
| ----------------------------------- | ----------------------------------- | ----------------------------------- | ----------------------------------- |
| Single                              | Vundet                              | Lamis Alhussein Abdel Aziz          | 6-4, 6-2                            |
| Single                              | Tabt                                | Valentini Grammatikopoulou          | 7-6(3), 6-7(4), 0-6                 |
| Single                              | Vundet                              | Vlada Ekshibarova                   | 6-2, 6-1                            |

### Double

#### ITF Junior Circuit
Tauson havde til og med US Open i slutningen af august, været tilmeldt i både single og double i samtlige turneringer på ITF Junior Circuit 2018. Osaka Mayor's Cup i oktober blev den første turnering hvor hun ikke spillede double. Det er blevet til to finalesejre og to nederlag i 11 turneringer.
(Ved cifre markeret med [ ], er kampen afgjort ved match-tiebreak.)
| Banana Bowl         | Banana Bowl       | Banana Bowl                          | Banana Bowl |
| Grade 1             | 19. – 24. februar | 19. – 24. februar                    | Grus        |
| Makker              | Runde             | Modstandere                          | Resultat    |
| ------------------- | ----------------- | ------------------------------------ | ----------- |
| Anastasia Tikhonova | 1/16-finale       | Olympe Lancelot Manon Leonard        | 6-2, 6-0    |
| Anastasia Tikhonova | Kvartfinale       | Iulia Bianca Ilinca Destinee Martins | 6-1, 6-2    |
| Anastasia Tikhonova | Semifinale        | Elizabeth Mandlik Alexa Noel         | 3-6, 3-6    |

| Campeonato Internacional Juvenil de Tenis de Porto Alegre | Campeonato Internacional Juvenil de Tenis de Porto Alegre | Campeonato Internacional Juvenil de Tenis de Porto Alegre | Campeonato Internacional Juvenil de Tenis de Porto Alegre |
| Grade A                                                   | 26. februar – 4. marts                                    | 26. februar – 4. marts                                    | Grus                                                      |
| Makker                                                    | Runde                                                     | Modstandere                                               | Resultat                                                  |
| --------------------------------------------------------- | --------------------------------------------------------- | --------------------------------------------------------- | --------------------------------------------------------- |
| Anastasia Tikhonova                                       | 1. runde                                                  | Rebeca C. Silva Ana Paula Melilo                          | 6-1, 6-2                                                  |
| Anastasia Tikhonova                                       | 1/16-finale                                               | Ana Luiza Cruz Lorena Medeiros Cardoso                    | 6-3, 6-2                                                  |
| Anastasia Tikhonova                                       | Kvartfinale                                               | Sabina Dadaciu Vanessa Ong                                | 6-4, 6-7(7) [10-7]                                        |
| Anastasia Tikhonova                                       | Semifinale                                                | Manon Leonard Destinee Martins                            | 6-1, 6-2                                                  |
| Anastasia Tikhonova                                       | Finale                                                    | Mariam Dalakishvili Ania Hertel                           | 7-5, 4-6 [10-8]                                           |

| 34. Perin Memorial | 34. Perin Memorial | 34. Perin Memorial            | 34. Perin Memorial |
| Grade 1            | 20. – 25. marts    | 20. – 25. marts               | Grus               |
| Makker             | Runde              | Modstandere                   | Resultat           |
| ------------------ | ------------------ | ----------------------------- | ------------------ |
| Iva Zelic          | 1/16-finale        | Olympe Lancelot Manon Leonard | 4-6, 5-7           |

| 43rd City of Florence | 43rd City of Florence | 43rd City of Florence                | 43rd City of Florence |
| Grade 2               | 28. marts – 2. april  | 28. marts – 2. april                 | Grus                  |
| Makker                | Runde                 | Modstandere                          | Resultat              |
| --------------------- | --------------------- | ------------------------------------ | --------------------- |
| Hannah Viller Møller  | 1/16-finale           | Elena Gemovic Marketa Panackova      | 6-3, 6-2              |
| Hannah Viller Møller  | Kvartfinale           | Tamara Malesevic Lana Sipek          | 6-1, 7-5              |
| Hannah Viller Møller  | Semifinale            | Eléonora Molinaro Viktoriya Petrenko | 6-2, 6-4              |
| Hannah Viller Møller  | Finale                | Victoria Allen Joanne Zuger          | 6-3, 5-7 [10-5]       |

| 59th Trofeo Bonfiglio | 59th Trofeo Bonfiglio | 59th Trofeo Bonfiglio            | 59th Trofeo Bonfiglio |
| Grade A               | 21. maj – 27. maj     | 21. maj – 27. maj                | Grus                  |
| Makker                | Runde                 | Modstandere                      | Resultat              |
| --------------------- | --------------------- | -------------------------------- | --------------------- |
| Eléonora Molinaro     | 1. runde              | Mariam Dalakishvili Anna Hertel  | 6-3, 6-3              |
| Eléonora Molinaro     | 2. runde              | Gergana Topalova Daniela Vismane | 6-3, 6-0              |
| Eléonora Molinaro     | Kvartfinale           | Kamilla Rakhimova Sofya Lansere  | 6-4, 6-3              |
| Eléonora Molinaro     | Semifinale            | Yuki Naito Naho Sato             | 5-7, 2-6              |

| French Open       | French Open       | French Open                          | French Open     |
| Grade A           | 3. juni – 9. juni | 3. juni – 9. juni                    | Grus            |
| Makker            | Runde             | Modstandere                          | Resultat        |
| ----------------- | ----------------- | ------------------------------------ | --------------- |
| Eléonora Molinaro | 1. runde          | Selin Ovunc Stefania Rogozinska Dzik | 6-3, 7-5        |
| Eléonora Molinaro | 2. runde          | Sofya Lansere Kamilla Rakhimova      | 7-6(1), 7-6(3)  |
| Eléonora Molinaro | Kvartfinale       | Ana Makatsaria Alexa Noel            | 6-3, 6-3        |
| Eléonora Molinaro | Semifinale        | Yuki Naito Naho Sato                 | 3-6, 6-1 [8-10] |

| Junior International Roehampton | Junior International Roehampton | Junior International Roehampton       | Junior International Roehampton |
| Grade 1                         | 1. juli – 6. juli               | 1. juli – 6. juli                     | Græs                            |
| Makker                          | Runde                           | Modstandere                           | Resultat                        |
| ------------------------------- | ------------------------------- | ------------------------------------- | ------------------------------- |
| Wang Xinyu                      | 1. runde                        | Ana Geller Andreea Prisacariu         | vandt uden kamp                 |
| Wang Xinyu                      | 2. runde                        | Sofya Lansere Kamilla Rakhimova       | 6-0, 6-2                        |
| Wang Xinyu                      | Kvartfinale                     | Thasaporn Naklo Mananchaya Sawangkaew | 7-6(5), 6-1                     |
| Wang Xinyu                      | Semifinale                      | Natasha Subhash Katie Volynets        | 6-2, 7-6(5)                     |
| Wang Xinyu                      | Finale                          | Caty McNally Whitney Osuigwe          | 6-7(4), 6-7(7)                  |

| Wimbledon         | Wimbledon          | Wimbledon                             | Wimbledon        |
| Grade A           | 7. juli – 15. juli | 7. juli – 15. juli                    | Græs             |
| Makker            | Runde              | Modstandere                           | Resultat         |
| ----------------- | ------------------ | ------------------------------------- | ---------------- |
| Eléonora Molinaro | 1. runde           | Thasaporn Naklo Mananchaya Sawangkaew | 6-2, 6-7(4), 3-6 |

| European Junior Championships | European Junior Championships | European Junior Championships      | European Junior Championships |
| Grade B1                      | 23. juli – 29. juli           | 23. juli – 29. juli                | Grus                          |
| Makker                        | Runde                         | Modstandere                        | Resultat                      |
| ----------------------------- | ----------------------------- | ---------------------------------- | ----------------------------- |
| Vitalia Stamat                | 1. runde                      | Manon Leonard Yasmine Mansouri     | 6-4, 7-5                      |
| Vitalia Stamat                | 2. runde                      | Maja Chwalinska Weronika Falkowska | 3-6, 2-6                      |

| Les Internationaux de Tennis Junior | Les Internationaux de Tennis Junior | Les Internationaux de Tennis Junior | Les Internationaux de Tennis Junior |
| Grade 1                             | 26. august – 1. september           | 26. august – 1. september           | Hard (ude)                          |
| Makker                              | Runde                               | Modstandere                         | Resultat                            |
| ----------------------------------- | ----------------------------------- | ----------------------------------- | ----------------------------------- |
| Elisabetta Cocciaretto              | 1. runde                            | – · –                               | BYE                                 |
| Elisabetta Cocciaretto              | 2. runde                            | Jennifer Gadalov Sophia Hatton      | 7-5, 6-3                            |
| Elisabetta Cocciaretto              | Kvartfinale                         | Mariam Dalakishvili Sada Nahimana   | 3-6, 6-2 [10-8]                     |
| Elisabetta Cocciaretto              | Semifinale                          | Clara Burel Diane Parry             | 2-6, 6-1 [10-4]                     |
| Elisabetta Cocciaretto              | Finale                              | Margaryta Bilokin Naho Sato         | 2-6, 6-4 [4-10]                     |

| US Open Junior Tennis Championships | US Open Junior Tennis Championships | US Open Junior Tennis Championships         | US Open Junior Tennis Championships |
| Grade A                             | 2. september – 9. september         | 2. september – 9. september                 | Hard (ude)                          |
| Makker                              | Runde                               | Modstandere                                 | Resultat                            |
| ----------------------------------- | ----------------------------------- | ------------------------------------------- | ----------------------------------- |
| Elisabetta Cocciaretto              | 1. runde                            | Adrienn Nagy Maria Gabriela Rivera Corado   | 6-1, 6-4                            |
| Elisabetta Cocciaretto              | 2. runde                            | Viktoryia Kanapatskaya Selma Stefania Cadar | 4-6, 4-6                            |

## 2019

### Single

#### ITF World Tennis Tour Juniors
På ITF World Tennis Tour Juniors i 2019 startede Tauson sæsonen i Australien, hvor hun fra 11. januar deltog i Grade 1-turneringen i Traralgon, som hun vandt. Den fungerede som opvarmningen til Grand Slam-turneringen Australian Open, hvor Tauson den 20. januar debuterede ved den store turnering i Melbourne, og efterfølgende vandt.
| AGL Loy Yang Traralgon Junior International | AGL Loy Yang Traralgon Junior International | AGL Loy Yang Traralgon Junior International |
| Grade 1                                     | 11. – 16. januar                            | Hard (ude)                                  |
| Runde                                       | Modstander                                  | Resultat                                    |
| ------------------------------------------- | ------------------------------------------- | ------------------------------------------- |
| 1. runde                                    | Veronika Pepelyaeva                         | 6-4, 7-5                                    |
| 2. runde                                    | Himari Sato                                 | 6-3, 6-4                                    |
| 3. runde                                    | Priska Madelyn Nugroho                      | 6-1, 6-2                                    |
| Kvartfinale                                 | Manon Leonard                               | 6-4, 6-2                                    |
| Semifinale                                  | Emma Raducanu                               | 6-3, 3-6, 6-1                               |
| Finale                                      | Leylah Annie Fernandez                      | 6-2, 6-3                                    |

| Australian Open | Australian Open        | Australian Open |
| Grade A         | 19. – 26. januar       | Hard (ude)      |
| Runde           | Modstander             | Resultat        |
| --------------- | ---------------------- | --------------- |
| 1. runde        | Anastasia Berezov      | 1-6, 6-3, 6-1   |
| 2. runde        | Sijia Wei              | 7-6(6), 6-2     |
| 3. runde        | Valentina Ryser        | 6-2, 7-5        |
| Kvartfinale     | Kamilla Bartone        | 6-2, 6-3        |
| Semifinale      | Daria Snigur           | 6-4, 6-1        |
| Finale          | Leylah Annie Fernandez | 6-4, 6-3        |

## Fed Cup
Clara Tauson fik debut i Fed Cup for Danmarks Fed Cup-hold i april 2017, hvor hun spillede double med Mai Grage.

### 2017
| Fed Cup Europa/Afrika Zone Gruppe 2       | Fed Cup Europa/Afrika Zone Gruppe 2       | Fed Cup Europa/Afrika Zone Gruppe 2       | Fed Cup Europa/Afrika Zone Gruppe 2       |
| Siauliai Tennis School, Šiauliai, Litauen | Siauliai Tennis School, Šiauliai, Litauen | Siauliai Tennis School, Šiauliai, Litauen | Siauliai Tennis School, Šiauliai, Litauen |
| 19. - 21. april                           | 19. - 21. april                           | 19. - 21. april                           | 19. - 21. april                           |
| Makker                                    | Resultat                                  | Modstandere                               | Sæt                                       |
| ----------------------------------------- | ----------------------------------------- | ----------------------------------------- | ----------------------------------------- |
| Mai Grage                                 | Tabt                                      | Ola Abou Zekry Rana Sherif Ahmed          | 6-7(5), 4-6                               |

### 2018
| Fed Cup Europa/Afrika Zone Gruppe 2 | Fed Cup Europa/Afrika Zone Gruppe 2 | Fed Cup Europa/Afrika Zone Gruppe 2 | Fed Cup Europa/Afrika Zone Gruppe 2 |
| Tatoi Club, Athen, Grækenland       | Tatoi Club, Athen, Grækenland       | Tatoi Club, Athen, Grækenland       | Tatoi Club, Athen, Grækenland       |
| 18. - 21. april                     | 18. - 21. april                     | 18. - 21. april                     | 18. - 21. april                     |
| Makker                              | Resultat                            | Modstandere                         | Sæt                                 |
| ----------------------------------- | ----------------------------------- | ----------------------------------- | ----------------------------------- |
| Single                              | Vundet                              | Lamis Alhussein Abdel Aziz          | 6-4, 6-2                            |
| Single                              | Tabt                                | Valentini Grammatikopoulou          | 7-6(3), 6-7(4), 0-6                 |
| Single                              | Vundet                              | Vlada Ekshibarova                   | 6-2, 6-1                            |

### 2019
| Fed Cup Europa/Afrika Zone Gruppe 1            | Fed Cup Europa/Afrika Zone Gruppe 1            | Fed Cup Europa/Afrika Zone Gruppe 1            | Fed Cup Europa/Afrika Zone Gruppe 1            |
| Hala Widowiskowo-Sportowa, Zielona Góra, Polen | Hala Widowiskowo-Sportowa, Zielona Góra, Polen | Hala Widowiskowo-Sportowa, Zielona Góra, Polen | Hala Widowiskowo-Sportowa, Zielona Góra, Polen |
| 7. - 9. februar                                | 7. - 9. februar                                | 7. - 9. februar                                | 7. - 9. februar                                |
| Makker                                         | Resultat                                       | Modstandere                                    | Sæt                                            |
| ---------------------------------------------- | ---------------------------------------------- | ---------------------------------------------- | ---------------------------------------------- |
| Single                                         | Tabt                                           | Natalija Vikhljantseva                         | 6-7(3), 1-6                                    |
| Single                                         |                                                | Polen                                          | -, -                                           |